# Erhaltungskultur

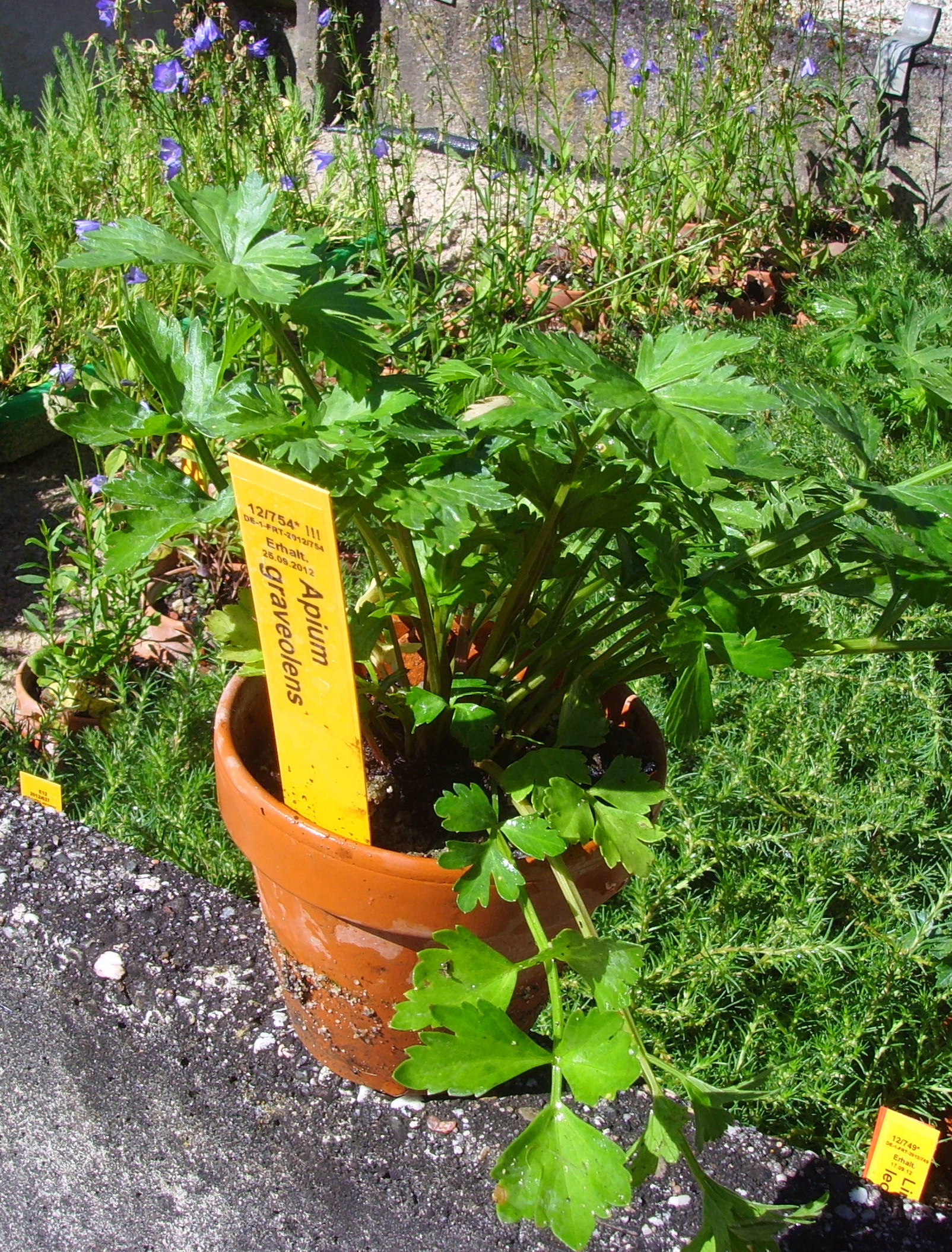
Zwei Erhaltungskulturen im Botanischen Garten der Stadt Frankfurt am Main: Wildform des Echten Sellerie (im Vordergrund). Im Hintergrund: die Lanzettblättrige Glockenblume (Campanula baumgartenii)

Als Erhaltungskultur wird von Botanikern eine Gruppe von Individuen einer Pflanzenart oder einer Pflanzen-Unterart bezeichnet, die außerhalb ihres Ursprungsortes (ex situ) kultiviert wird. Dieser Anbau geschieht zumeist in einem botanischen Garten, mit dem Ziel, das lokale, regionale oder globale Aussterben einer am natürlichen Standort (in situ) bestandsgefährdeten Wildart zu verhindern. Die in Erhaltungskultur genommene Population kann daher in der Regel einem bekannten Herkunftsort zugeordnet werden.
Erhaltungskulturen können dazu beitragen, eine am natürlichen Standort ausgestorbene Art wieder anzusiedeln.
Erhaltungskulturen können zu einer genetischen Erosion (das heißt einer Abnahme der genetischen Vielfalt; genetischer Flaschenhals) des in Kultur genommenen Vorkommens führen. Daher müssen zur Aufnahme in die Kultur die Populationen umsichtig besammelt werden und in der Kultur sowohl unbewusste Selektion vermieden als auch eine ausreichend große Individuenzahl vorgehalten werden.